# Radioactive Man
«Radioactive Man» (рус. Радиоактивный человек) — вторая серия седьмого сезона мультсериала «Симпсоны», премьера которой состоялась 24 сентября 1995 года.

## Сюжет
В магазине Продавца Комиксов Барт и Милхаус узнают о том, что экранизация их любимых комиксов про Радиоактивного человека уже в производстве. Создатели фильма решают снимать фильм в Спрингфилде. Райнер Вульфкасл, звезда фильмов про Макбейна, получает роль Радиоактивного Человека, а на роль Отпада решают выбрать ребёнка из начальной школы. Узнав об этом, Барт приходит на прослушивание. Барт отлично играет свою роль, но не принимается на неё, потому что он ниже на дюйм, чем положено для роли. В итоге на кастинге побеждает Милхаус, который принял в нём участие неохотно.
Грустный Барт говорит Лизе, что он по-прежнему необходим Милхаусу как друг и доверенное лицо и Барт отлично воплощается в свою новую роль. Тем не менее Милхаус считает свою собственную работу невыносимой и исчезает прямо во время съёмок самой дорогой сцены в фильме. Съёмки приостановлены, горожане ищут Милхауса. В конце концов Барт находит его в своем домике на дереве, но несмотря на поддержку от бывшего ребёнка-звезды Микки Руни Милхаус отказывается от своей актёрской карьеры. Съёмки фильма тоже отменяется, из-за того, что у режиссёров фильма кончились деньги. Это случилось из-за недобросовестного поведения жителей Спрингфилда и вытягивания у режиссёров денег по любому поводу. Несмотря на суровую лекцию Руни об их жадности, мэр Куимби настаивает на том, что горожане ничего не дадут режиссёрам, поэтому они возвращаются в Голливуд — «где люди относятся друг к другу правильно».

## Культурные отсылки
- Радиоактивный человек основан на Бэтмене, а несколько сцен в эпизоде отсылаются к телесериалу 1960-х «Бэтмен».
- Сцена в новом фильме, где Радиоактивный Человек и Отпад захвачены в воде является ссылкой на фильм «Водный мир».
- Мо Сизлак, бармен Таверны Мо, говорит, что он, будучи ребёнком, играл роль Вонючки в Пострелятах, пока он не убил Альфальфу за кражу его шутки.
- Песня 1972 года Билла Уизерса «Lean on Me» играет в конце эпизода.
- В начале эпизода Продавец Комиксов посылает сообщение другим ботаникам Интернета о том, кто будет играть главную роль в новом фильме «Радиоактивный человек». Двое из которых являются ботаниками, с которыми жил Гомер в «Homer Goes to College», и один Принс, одетый в фиолетовый костюм.
- Группа новостей, на которой он разместил сообщение (alt.nerd.obsessive), является отсылкой на группу новостей alt.tv.simpsons.
- Режиссёр фильма комментирует роль Милхауса словами Milhouse is going to be big, Gabby Hayes big!

## Отношение критиков и публики
В своём первоначальном американском вещании «Radioactive Man» закончил 51-м в рейтинге Нильсена за неделю с 18 по 24 сентября 1995 года. Он приобрёл рейтинг Нильсена 9,5. У эпизода был четвёртый самый высокий рейтинг в сети Фокс на той неделе, уступив только Секретным материалам, Беверли-Хиллз, 90210 и Мелроуз Плейс. Во время показа эпизод получил в основном положительные отзывы от зрителей и телевизионных критиков. Уоррен Мартин и Адриан Вуд, авторы книги «I Can’t Believe It’s a Bigger and Better Updated Unofficial Simpsons Guide», назвали эпизод «замечательной стилизацией» фильмов «Бэтмен» Тима Бёртона, и добавили, что Милхаус — это очевидный кандидат на Отпада. Руководитель DVD Movie Колин Якобсон наслаждался эпизодом, но он не считает его «классическим». Он сказал, что ожидал «больше, чем несколько забавных кусочков», и добавил, что «в спуфинге кинобизнеса нет ничего нового, но шоу делает это хорошо в этом твердой программе». Дженнифер Малковски из DVD Verdict сказала, что лучшая часть эпизода была, когда Красти пытается показать свой диапазон различных персонажей, которых он может сделать, для кастинг-директора. Сайт завершил обзор, давая эпизоду оценку A-.
Нэнси Базиль из About.com назвала его одним из её двадцати любимых эпизодов шоу, и сказала, что думает — дружба между Барт и Милхаусом в эпизоде милая и трогательная. Затем она добавила, что эпизод высмеивает Голливуд очень эффективно, и что в довершение всего, смешные любимые персонажи Райнер Вульфкасл и Лайнел Хатц также были в эпизоде. Грэм Беквит из «The Lantern» выделил линию Райнера Вульфкасла, «Мои глаза! Пучеглазы не помогают!» из эпизода как один из наиболее острых моментов Симпсонов. Натан Дитум из Total Film замечает роль Руни, как одну из восьми лучших гостей в истории шоу, отметив, что он отчаянно смешон и скромен, как пародия на свою погибшую детско-звёздную личность.